# Sterigmostemum incanum
Sterigmostemum incanum là một loài thực vật có hoa trong họ Cải. Loài này được M. Bieb. miêu tả khoa học đầu tiên năm 1819.